# Laccobius obscuratus obscuratus
Laccobius obscuratus obscuratus é uma subespécie de insetos coleópteros polífagos pertencente à família Hydrophilidae.
A autoridade científica da subespécie é Rottenberg, tendo sido descrita no ano de 1874.
Trata-se de uma subespécie presente no território português.